# Oswaldo Fumeiro Alvarez
Oswaldo Fumeiro Alvarez, kendt som Vadão (født 21. august 1956, død 25. maj 2020), var en brasiliansk fodboldspiller og træner.